# Værnedamsvej
Værnedamsvej er en lille gade på kommunegrænsen mellem København og Frederiksberg. Gaden strækker sig over 190 meter og forbinder Gammel Kongevej med krydset, hvor Vesterbrogade og Frederiksberg Allé mødes.
Gaden var tidligere kendt for sine mange slagterforretninger, men i dag er der ingen tilbage. I stedet ligger der mange små butikker og caféer, og gaden har i dag et parisisk præg. 
Den er også scenen for musikvideoen til sangen "Hvor længe vil du ydmyge dig?" medå gruppen Danser med Drenge.

## Gadens navn
Navnet stammer fra Werner Damm, en tysk soldat, (død 1762), der i 1730'erne drev et populært traktørsted i gaden. En gade der på det tidspunkt, husede adskillige værtshuse og bordeller.

## Folkestrejken i 1944
Værnedamsvej fik sin del af dramatikken under folkestrejken. Lederen af en udrykning til en raseret forretning på Gammel Kongevej 43 fortalte i sin rapport om mødet med en tysk patrulje på Værnedamsvej: "Da vi kørte tilbage ad Værnedamsvej til Vesterbrogade, begyndte en tysk Kommando at aabne Ilden med Maskingeværer, Maskinpistoler og Karabiner (1 20 mm Kanon var paa Stedet); der blev skudt i alle Retninger. En tysk Officer gav Tegn, at vi skulde stoppe og raabte "zurück" (tilbage); vi kunde imidlertid ikke komme tilbage, da vi havde Paahængssprøjte. Der var et grusomt Spektakel af Skud og Raab. Jeg stod ud paa Trinbrættet og raabte "Feuerwehr - Feuerwehr" (brandvæsen), for at vi ikke skulde blive Maal, men Officeren gav Tegn, at vi skulde tilbage. Da nogle tyske Soldater begyndte at nærme sig os krybende og med Vaabnet rettet i den Retning, vi holdt, raabte jeg til Mandskabet om at dække sig, og de trak sig ned i Bunden af Vognen, men pludselig brød Skyderiet ud i stort Omfang, og Kuglerne peb i Luften omkring os, Stumper af Husmuren fløj ned over Vognen. Jeg raabte "sid af og søg Dækning". Mandskabet løb til Opgangene paa begge Sider af Gaden (Nr. 1 og Nr. 2). Jeg blev selv siddende under Paahængssprøjten, til alt Mandskabet var i Dækning, hvorefter jeg for ind i Nr. 1. Da Skydningen ophørte, traadte jeg ud paa Gaden, men maatte skyndsomt trække mig tilbage, da der atter aabnedes Ild, jeg havde først prøvet at stikke en Arm frem, men den var helt gal. Da Skydningen atter ophørte, traadte jeg helt ud paa Gaden og raabte til den tyske Officer "Feuerwehr weiterfahren", (brandvæsnet kører videre) han raabte "Augenblick" (et øjeblik), hvorefter han sandsynligvis har givet Ordre til, at vi skulde passere, og raabte til mig "Weiterfahren" (kør videre), hvorefter vi skyndsomst forsvandt ad Vesterbrogade. Det er mit Indtryk, at den tyske Officer gjorde, hvad han kunde for at skaane os, han holdt hele Tiden Øje med os, medens vi var ved Vognen, jeg var taknemmelig for hans Tilstedeværelse.". 